# Michail Alexandrowitsch Scholochow

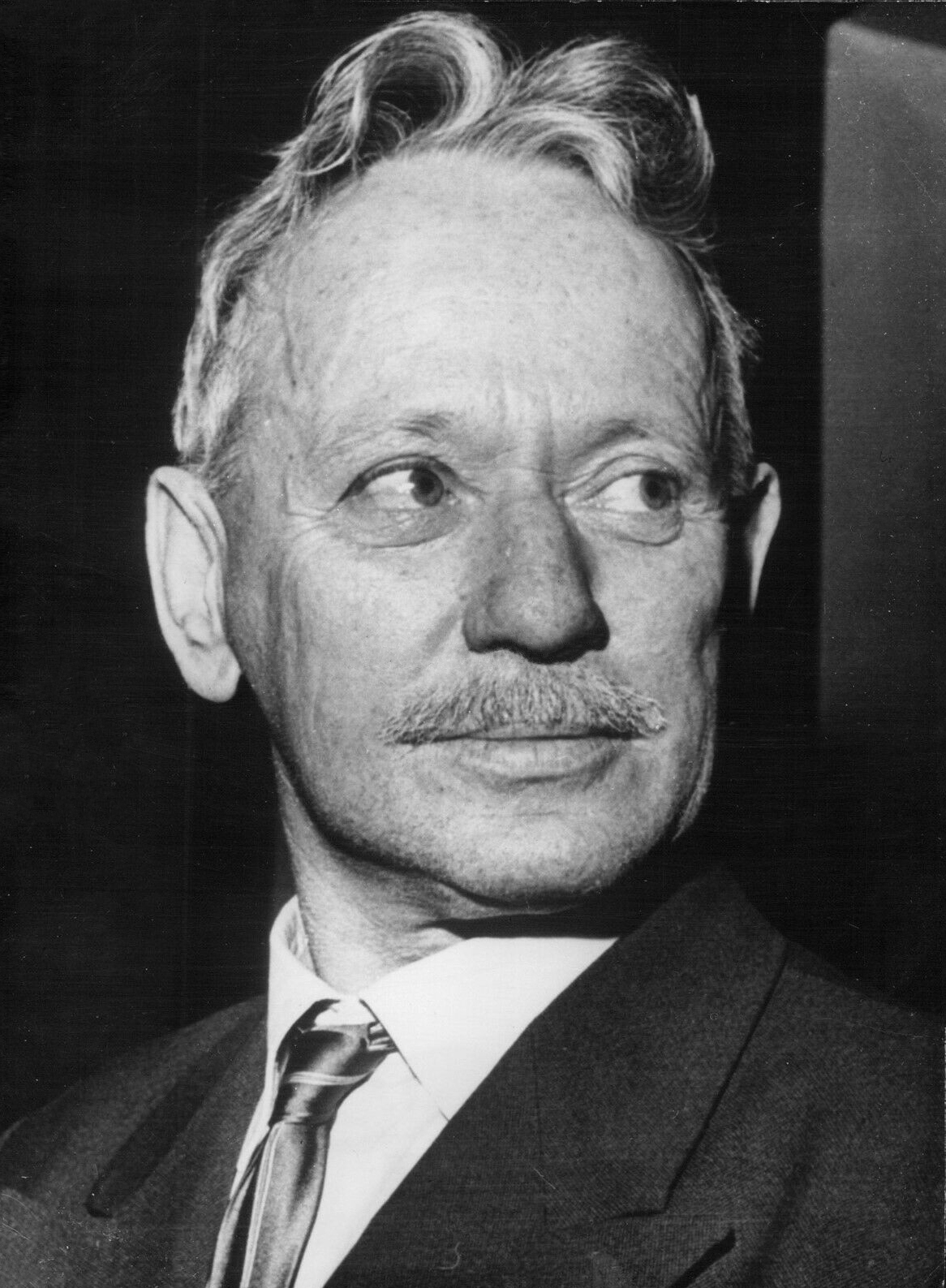
Michail Alexandrowitsch Scholochow (1960)

Michail Alexandrowitsch Scholochow (russisch Михаил Александрович Шолохов, wiss. Transliteration Michail Aleksandrovič Šolochov; * 11.jul. / 24. Mai 1905greg. in Kruschilinski, Weiler der Staniza Wjoschenskaja, heute Oblast Rostow; † 21. Februar 1984 in Wjoschenskaja) war ein sowjetischer Schriftsteller und Nobelpreisträger.

## Leben
Scholochow war Sohn von Alexander Michailowitsch Scholochow (1865–1925) und dessen Frau Anastasija Danilowna Tschernikowa (1871–1942). Seine Eltern gehörten zur unteren Mittelschicht, sein Vater war Bauer, Viehhändler und Müller. Seine Mutter war die Witwe eines Kosaken, die erst lesen und schreiben lernte, als Scholochow schon ein bekannter Autor war. Scholochow besuchte als Kind nur zeitweilig Schulen in Kargin, Moskau, Bogutschar und Wjoschenskaja, bis er 1918, im Alter von erst 13 Jahren, sich den Bolschewiki im Russischen Bürgerkrieg anschloss. 1922 zog er nach Moskau, um Journalist zu werden, und dort begann er auch zu schreiben. Er musste sich mit harter körperlicher Arbeit seinen Lebensunterhalt verdienen und arbeitete zwischen 1922 und 1924 als Hafenarbeiter und Steinmetz, auch als Buchhalter. Periodisch besuchte er Schriftstellerkurse. Seine erste publizierte Arbeit war ein satirischer Artikel, Die Prüfung (erschienen am 19. Oktober 1923). 1924 kehrte Scholochow in seine Heimat nach Wjoschenskaja zurück und widmete sich dort ausschließlich seiner schriftstellerischen Arbeit. Im selben Jahr heiratete er Maria Petrowna Gromoslawskaja (1901–1992), Tochter von Pjotr Gromoslawski, dem Kosaken-Ataman des Bezirks Bukanowskaja; die beiden hatten zwei Söhne und zwei Töchter. 1928 begann Scholochow mit der Arbeit an dem vierbändigen Roman, der ihn berühmt machen sollte, dem Stillen Don, ein Werk, das er erst 1940 abschloss.

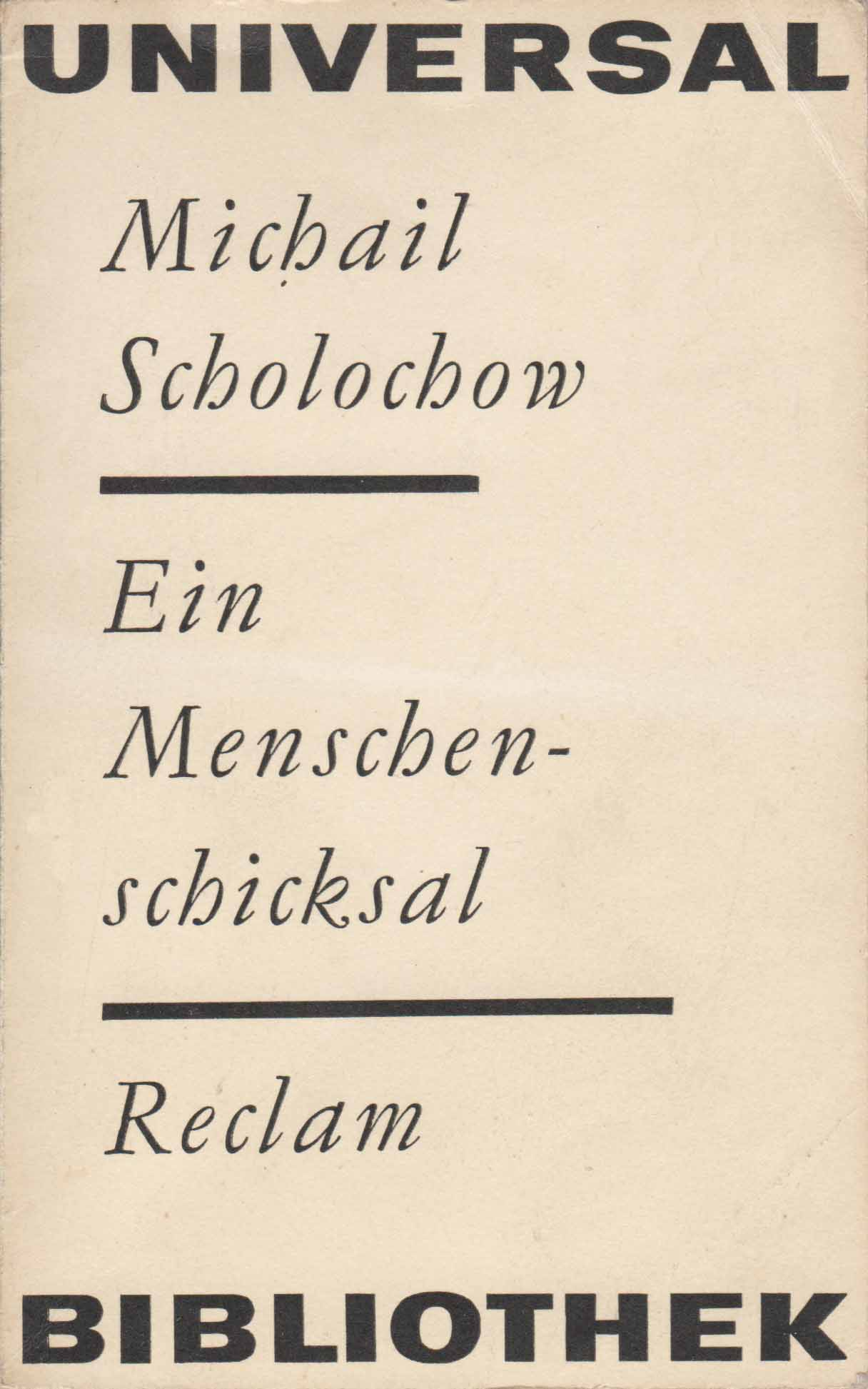
Deutsche Reclam-Ausgabe von Ein Menschenschicksal (1972)

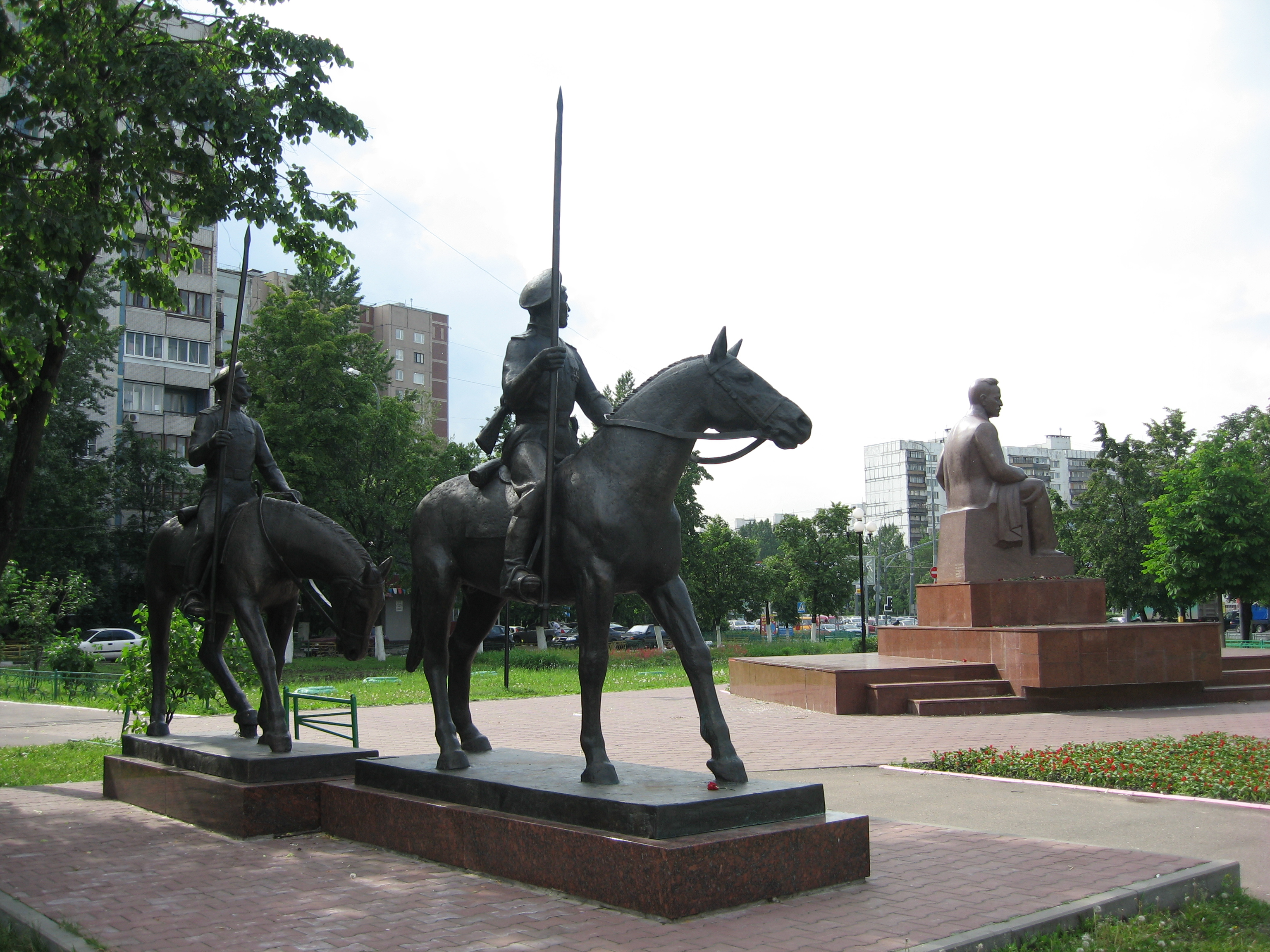
Scholochow-Denkmal (W. W. Glebow, 2006), Wolga-Boulevard, Moskau

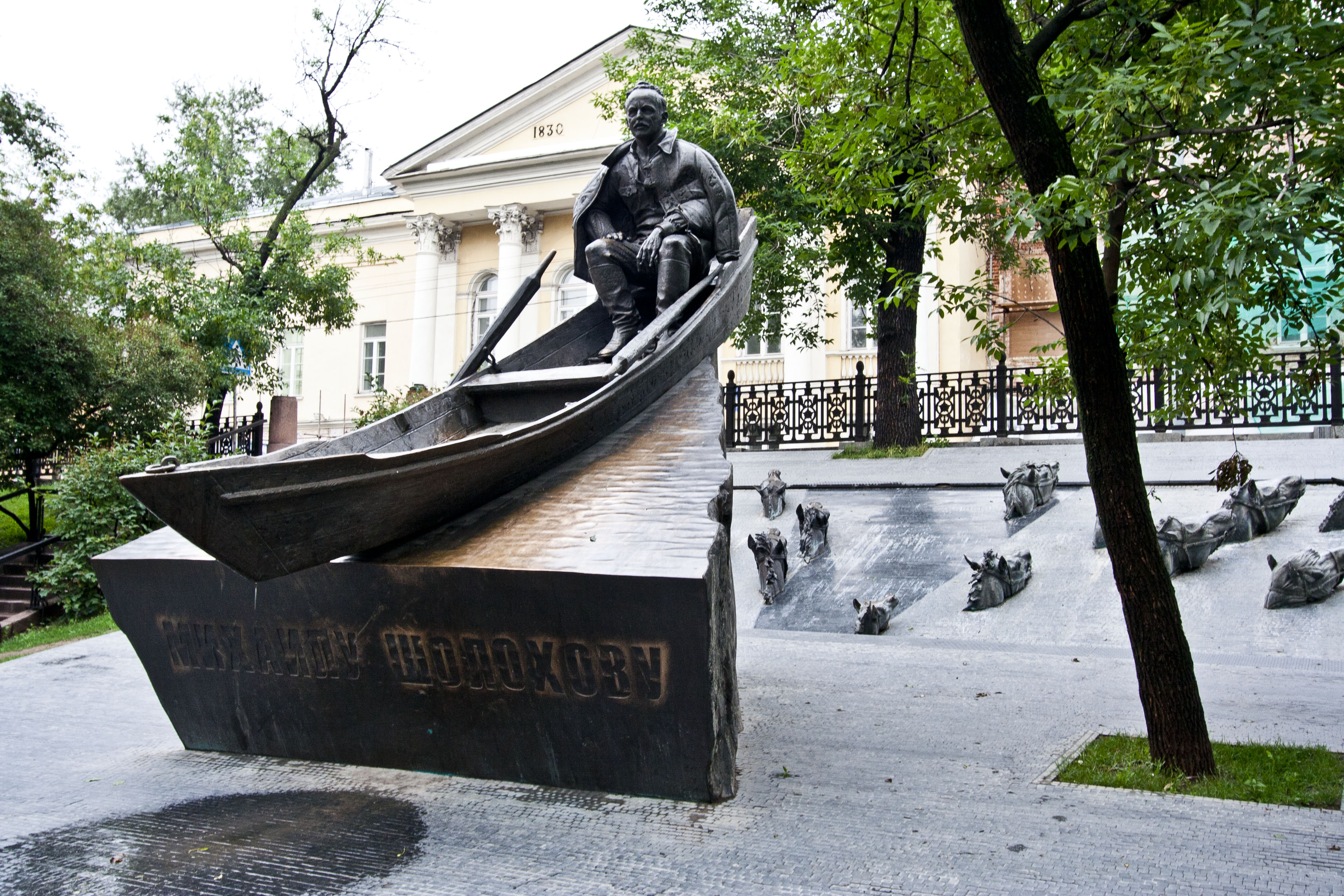
Scholochow-Denkmal (A. I. Rukawischnikow, 2007), Gogol-Boulevard, Moskau

1932 trat er in die KPdSU ein und wurde 1936 Abgeordneter im Obersten Sowjet. Ab 1937 war Scholochow Mitglied der Akademie der Wissenschaften der UdSSR. Sein vierbändiges Hauptwerk Der stille Don gibt ein stimmiges Abbild des bäuerlichen Lebens der Donkosaken im Spannungsfeld des Ersten Weltkriegs und der darauf folgenden russischen Revolution, gefolgt von den Wirren des Bürgerkriegs zwischen Roten und Weißen. Sein 1930 veröffentlichtes Werk Neuland unterm Pflug feiert die zwangsweise Einführung der Kolchos-Wirtschaft  unter Stalin. 1941 erhielt er den Stalinpreis, 1955 den Leninorden und 1960 den Leninpreis.
Ab 1961 war er Mitglied des Zentralkomitees der Kommunistischen Partei. Im Jahr 1965 erhielt er in Stockholm für sein Hauptwerk Der stille Don den Nobelpreis für Literatur und im Januar 1966 wurde ihm die Ehrendoktorwürde der Philologischen Fakultät der Universität Leipzig überreicht, welche auf seinen 60. Geburtstag, den 24. Mai 1965, datiert worden war.
„In der Sowjetunion wurde die Preisverleihung des Nobelpreises an Scholochow von den Konservativen dahingehend ausgenutzt, daß man aufgrund der von außen kommenden Beurteilung von guter Literatur die junge Prosa schärfer kritisierte, da Scholochows Roman eine weitere Legitimierung als normierendes Werk erhalten hatte.“

## Kritik
Scholochows Werk und seine affirmative politische Haltung in der Ära der Sowjetunion blieben nicht ohne Kritik. Sein gewaltiger literarischer Erfolg  steht unter dem Verdacht des Plagiats. Seine literarisch besonders beeindruckenden Werke Der stille Don (vier Bände) sowie die Erzählungen vom Don scheinen nach Meinung von Kritikern nicht zu korrespondieren mit einer eher lückenhaften literarischen Bildung und den Erfahrungen und der Menschenkenntnis, die Scholochow als junger Mensch im Bürgerkrieg im besten Fall hätte sammeln können. Nach Auffassung von Kritikern stammen die Werke Scholochows nicht aus seiner eigenen Feder, sondern basieren möglicherweise auf unveröffentlichten, allerdings verloren gegangenen, Schriften des kosakischen Schriftstellers Fjodor Krjukow, eines Opponenten der Bolschewiki. Diesen Verdacht äußerte im Jahre 1974 unter anderem Alexander Solschenizyn, der als Dissident bekannte russische Nobelpreisträger für Literatur.
Dagegen führte  Konstantin Simonow  in einem Spiegel-Interview aus, dass Solschenizyns Hass auf alles Sowjetische diesen dazu bewegt habe, zu beweisen, „dass so ein ehrliches Buch über den Bürgerkrieg wie Der stille Don nicht von einem sowjetischen Schriftsteller und zudem noch „Zugereisten“ wie Scholochow geschrieben werden konnte, sondern eben nur von einem Weißgardisten und gebürtigen Kosaken wie Krjukow oder einem anderen“. Ein entsprechendes Manuskript von Krjukow liegt allerdings nicht vor, was eine Analyse schwierig macht.
Zudem wurden im Jahre 2005 von Felix Kusnezow als Entgegnung auf die Plagiatsvorwürfe Teile von Scholochows Manuskript als Faksimile publiziert.
Bereits In den 1980er Jahren haben Forscher wie German Jermolajew und Geir Kjetsaa mit mathematischen Methoden gezeigt, dass die Annahme eines Plagiats eher unwahrscheinlich ist. Nach Willi Beitz wurde die „Legende vom angeblichen ‚Plagiat‘ Scholochows“ von Solschenizyn initiiert als Retourkutsche, da Scholochow bei der Diffamierung und Ausgrenzung Solschenizyns als nicht systemtreuer Schriftsteller in den späten 1960er Jahren eine tragende Rolle gespielt hatte.
Demgegenüber führte der Übersetzer und Schriftsteller Felix Philipp Ingold in einem Artikel in der Neuen Zürcher Zeitung vom 23. August 2006 aus, dass Scholochow keines seiner Hauptwerke selbst verfasst habe. Vielmehr sei im Auftrag des sowjetischen Geheimdienstes basierend auf den Arbeiten von Krjukow ein literarisches Werk gefertigt worden, für das der linientreue Scholochow als Autor aufgebaut worden sei. „Detaillierten Nachforschungen musste sich Scholochow nicht stellen. Er war geschützt durch seinen Status als Funktionär und hochoffizieller Musterschriftsteller des sozialistischen Realismus.“ 2015 berichtete die Frankfurter Allgemeine Zeitung von den Forschungen des russisch-israelischen Literaturwissenschaftlers Zeev Bar-Sella, der ein ganzes Autorenkollektiv ausgemacht haben will, das „Den stillen Don“ mitverfasst haben soll.

## Ehrungen
Nach Scholochow benannt wurden unter anderem das Flusskreuzfahrtschiff Mikhail Sholokhov und der Asteroid (2448) Sholokhov.

## Werke
- Erzählungen vom Don (Донские рассказы, 1926), ISBN 3-15-008432-6 (dt.)
- Der stille Don übersetzt von Olga Halpern (Тихий Дон, 1928–1940) dtv, München 1993, ISBN 3-423-11727-3 oder 2000, ISBN 3-423-12728-7 (dt.), ISBN 5-85366-115-9 (russ.)
- Neuland unterm Pflug (Поднятая целина, Auch: Ernte am Don, 1933–1960) ISBN 3-89144-074-X (dt.)
- Sie kämpften für ihre Heimat (Они сражались за Родину, 1969), verfilmt 1975, siehe Sie kämpften für die Heimat
- Ein Menschenschicksal (Судьба человека, 1956/57; deutsche Übersetzung von Otto Braun); verfilmt 1959, siehe Ein Menschenschicksal
- Frühe Erzählungen. Verlag Kultur und Fortschritt, Berlin 1965
- Erzählungen und Publizistik. Verlag Kultur und Fortschritt, Berlin 1965